# Tracy Robinson
Tracy S. Robinson es una abogada y profesora jamaicana de la Facultad de Derecho de la Universidad de las Indias Occidentales (UWI). Se desempeñó como comisionada de la Comisión Interamericana de Derechos Humanos (CIDH) de 2012 a 2015 y en 2014 fue elegida presidenta de la organización. Se ha desempeñado como Relatora sobre los Derechos de la Mujer de la CIDH desde enero de 2012 para la Organización de Estados Americanos (OEA) y ayudó a establecer la Relatoría sobre los derechos de las personas LGBTI, siendo su primera relatora. 

## Biografía
Tracy Robinson creció en Jamaica, asistiendo a la Escuela Secundaria Inmaculada Concepción . Continuó su educación en la Universidad de las Indias Occidentales, obteniendo un título de abogada con honores en 1991. En 1992, asistió a la Universidad de Oxford como Rhodes Scholar donde obtuvo una licenciatura en Derecho Civil. Posteriormente realizó una Maestría en Derecho de la Universidad de Yale .
Robinson es profesora titular en la Universidad de las Indias Occidentales, Campus Mona en la Facultad de Derecho, donde imparte clases sobre derecho constitucional y derechos humanos, ley de familia y ley y género. Está especializada en desigualdad social y el impacto del género y la sexualidad en la vulnerabilidad legal y el empoderamiento. Su experiencia se centra en la legislación sobre derechos humanos incluyendo los derechos de la niñez, la violencia de género, la sexualidad entre personas del mismo sexo y la ley, el acoso sexual, los derechos sexuales y reproductivos, prostitución y legislación y cómo la sociedad civil, los gobiernos del Caribe y las organizaciones intergubernamentales y organizaciones internacionales interpretan y utilizan la ley en estas áreas. Es cofundadora del Proyecto de Defensa de los Derechos de UWI (U-RAP), que ha trabajado para promover los derechos humanos y la justicia social en el Caribe. U-RAP ha participado en litigios de derechos humanos con otros abogados especializados en derechos humanos y organizaciones del mismo campo. También fue cofundadora y se desempeña como co-coordinadora de la serie de talleres de la facultad (FWS), que brinda análisis e investigaciones legales a organizaciones, como la Corte de Justicia del Caribe y varios tribunales de apelación.
Como abogada, ha abordado cuestiones como la pobreza de las mujeres y la manutención de los hijos, la protección de los defensores de los derechos humanos que trabajan en temas de igualdad y la igualdad para las personas LGBTI del Caribe. Robinson se ha desempeñado como editora del Caribbean Law Bulletin y ha escrito informes sobre temas que incluyen una amplia gama de cuestiones de derechos humanos. Además, se ha desempeñado como consultora para gobiernos caribeños y agencias internacionales como el Fondo de Desarrollo de las Naciones Unidas para la Mujer y UNICEF sobre legislación y temas relacionados con género y los derechos de la niñez.
Fue elegida para servir como comisionada de la Comisión Interamericana de Derechos Humanos (CIDH) en 2011, con un mandato de 2012 a 2015. Simultáneamente, asumió el cargo en enero de 2012 de Relatora de los Derechos de las Mujeres de la CIDH. Durante su mandato, ayudó a establecer la Relatoría sobre los derechos de las personas LGBTI, siendo su primera relatora. En 2014 fue elegida Presidenta de la CIDH hasta el 31 de diciembre de 2015.